# Galatea quanzae
Galatea quanzae is een tweekleppigensoort uit de familie van de Donacidae. De wetenschappelijke naam van de soort is voor het eerst geldig gepubliceerd in 1878 door de Brito Capello.